# Centro Cultural de España en Buenos Aires
El Centro Cultural de España en Buenos Aires de la Agencia Española de Cooperación Internacional para el Desarrollo, conocido por sus siglas CCEBA, creado en 1988 inicialmente como Instituto de Cooperación Iberoamericana conocido como ICI de Buenos Aires Centro Cultural, fue el primer centro de la Red de Centros Culturales AECID, en América y África, dedicados a promover la cultura, la creatividad y la diversidad.

## Sedes
El CCEBA cuenta con 2 sedes: la histórica de la Calle Florida 943 y la más reciente en Paraná 1159 incorporada en 2006. 
Florida 943: primer Centro Cultural de la Red de Centros culturales AECID inaugurado en agosto de 1988, ocupando el local de lo que fue la Librería Española (1966). El proyecto de diseño y remodelación estuvo a cargo del arquitecto Clorindo Testa. Está formado por:
- Una biblioteca y mediateca con aproximadamente 9.500 libros catalogados, 500 revistas, 3.600 videos y 300 CD de consulta gratuita.
- Una sala de exposiciones de 85.5 m².
- Auditorio para 50 personas sentadas.

La sede de Paraná 1159, incorporada en el año 2006, es un local de 3 plantas situado en un edificio de viviendas y oficinas. Cuenta con una sala de 212.10 m² para exposiciones, también utilizado para proyecciones y otras actividades en vivo.

## Historia
El actual Centro Cultural de España en Buenos Aires, más conocido por sus siglas CCEBA, es continuador del anterior Instituto de Cooperación Iberoamericana, en funcionamiento desde 1988. El origen del CCEBA, data de entonces, cuando las instalaciones y el personal de la antigua Librería Española de Buenos Aires, dependiente del Ministerio de Cultura, pasaron a incorporarse al ICI, con una misión explícita de cooperación cultural.

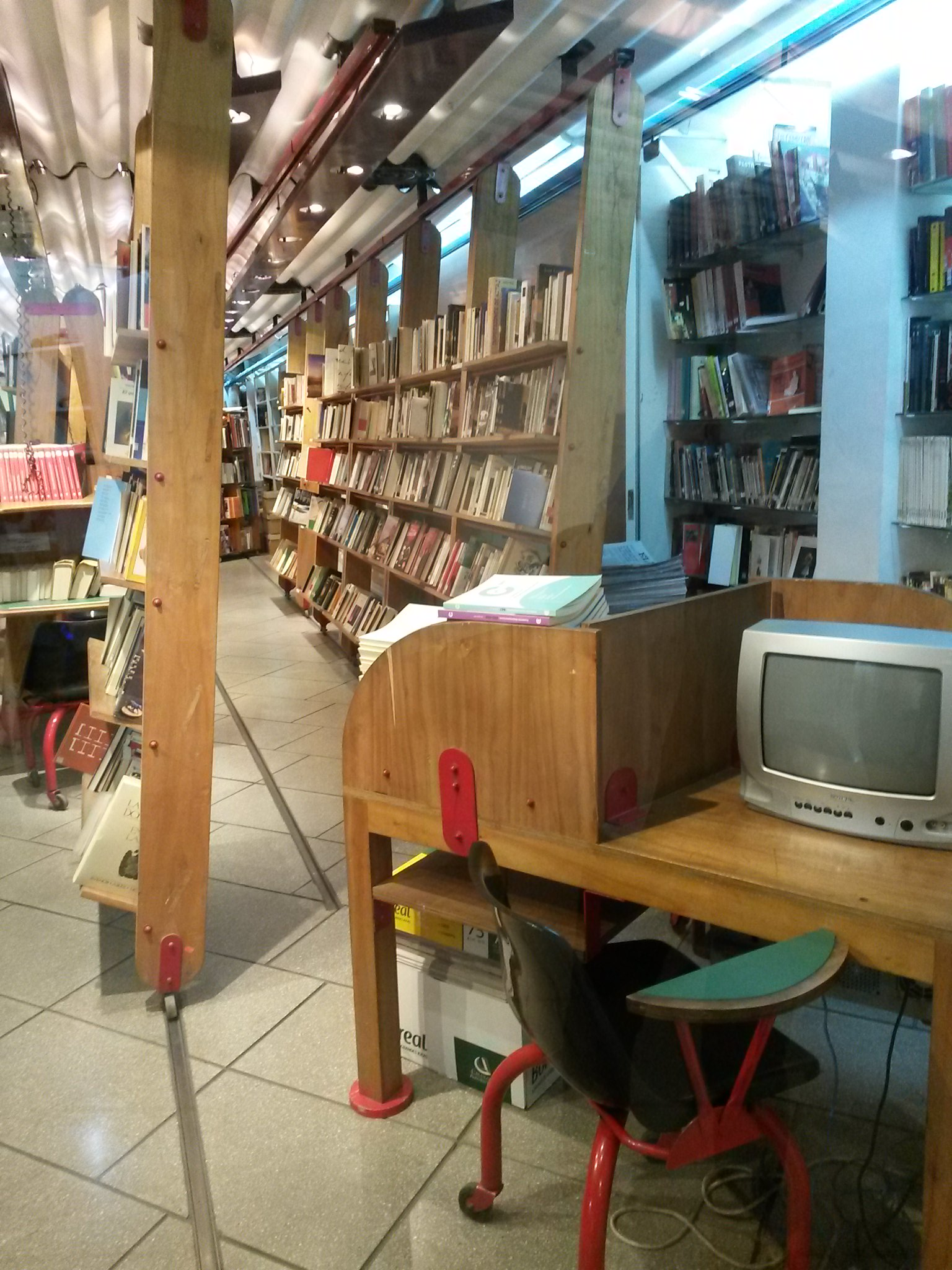
Biblioteca del Centro Cultural de España en Buenos Aires.

Desde su apertura el CCEBA ha desarrollado sus actividades en su sede de la céntrica Calle Florida, zona de gran actividad cultural en los años 60 y 70. Durante su primera década de existencia, constituyó un espacio fundacional para las prácticas creativas y el pensamiento de vanguardia de la ciudad. La versatilidad y singularidad de los programas albergó propuestas de diversa índole y, además de generar hitos como la "Semana de Autor Español", el "Mes Iberoamericano" o el "Premio Buenos Aires Video", encabezó una renovación en la gestión cultural de entonces que otras instituciones y espacios adoptaron como modelo.
Durante el año 2000 se promueve la redefinición de la cooperación cultural. Este proceso supone un cambio notable en la programación: seminarios sobre la relación entre Mercosur y la Unión Europea; sobre desarrollo de industrias culturales; foros AECI o apoyos a la creación y a la investigación sobre temas de patrimonio, entre otros. Asimismo, se sistematiza la atención a ONGs, asociaciones civiles, colectivos de arte para la transformación social, etc.
Con la incorporación de la estrategia sectorial Cultura y Desarrollo en el Plan Director 2005-2008 y su refuerzo en el Plan Director 2009-2012 el centro tuvo la oportunidad de profundizar sus acciones, explorando las aportaciones de las diferentes dimensiones de la cultura para el desarrollo desde un intenso trabajo formalizado en lo cotidiano en estrategias complementarias elaboradas desde el análisis del escenario cultural porteño y articuladas por las líneas estratégicas de la AECID.
A partir de las nuevas directrices del Plan Director 2013-2016 que sitúa a Argentina como un país no prioritario de la Cooperación Española, lo que conlleva el cierre de la Oficina Técnica de Cooperación de Buenos Aires y afecta a la actividad del centro, se inicia una revisión programática en la que la promoción cultural adquiere más relevancia, sin renunciar a los objetivos de cooperación bilateral y a la cooperación para el desarrollo.

## Contexto jurídico
En materia de cooperación cultural, principalmente en su enfoque hacia el desarrollo, el contexto jurídico y político en el que se enmarca la labor de la AECID en Argentina tiene como referencias principales los siguientes documentos:
A nivel internacionalHay dos conferencias internacionales que han marcado la pauta en materia de políticas culturales: La Conferencia Mundial sobre políticas culturales Mondiacult, México, 1982, y la Conferencia intergubernamental sobre políticas culturales, Estocolmo, 1998.
Argentina ha ratificado la Convención para la Protección y Promoción de la Diversidad de las Expresiones Culturales de la UNESCO de 2005, la Convención para la salvaguarda del Patrimonio Cultural Inmaterial de 2003 y la Convención para la Protección del Patrimonio Cultural Subacuático de 2001.
A nivel regional: La Cumbre Iberoamericana ha desarrollado en los últimos años una serie de proyectos multilaterales de apoyo a diferentes ámbitos culturales. La Cumbre de Jefes de Estado de 2007 aprobó la Carta Cultural Iberoamericana como instrumento político de cooperación cultural internacional a escala regional. En el futuro cercano será muy relevante para la Red de Centros Culturales de España tratar de contribuir a la implementación de la Carta como instrumento que favorece la construcción del espacio cultural iberoamericano. En sentido, la Secretaría General Iberoamericana (Segib) y el Ministerio de Asuntos Exteriores y de Cooperación de España firmaron (2015) un acuerdo conforme al que se comprometía “el aprovechamiento de dichas infraestructuras por parte de los Estados miembros de la Comunidad Iberoamericana de Naciones, para la realización de actividades concretas de cooperación y promoción cultural”.
Asimismo, colaborar con iniciativas de la Secretaría General Iberoamericana, la Organización de Estados Iberoamericanos y con el Convenio Andrés Bello.
Por su parte la UNASUR incluirá todos los logros y lo avanzado por los procesos del Mercosur y la Comunidad Andina. El objetivo último es y será favorecer un desarrollo más equitativo, armónico e integral de América del Sur.

## Objetivos del Centro Cultural de España en Buenos Aires
En el ámbito cultural, los objetivos y líneas de actuación que marca la Red de Centros Culturales AECID para el 2015 son la síntesis de los objetivos tradicionales del Ministerio de Asuntos Exteriores y de Cooperación y de la Agencia Española de Cooperación Internacional para el Desarrollo en materia de promoción y cooperación cultural y de los objetivos generales del Plan Estratégico General de la Secretaría de Estado de Cultura 2012-2015: 

1. Impulsar la cultura como elemento esencial de proyección exterior.
2. Impulsar la Cooperación Cultural.
3. Estimular la participación en redes internacionales del conocimiento.
4. Sensibilizar sobre la cultura como herramienta de desarrollo.

## Directores
- Pedro Molina Temboury 1988-1989
- Fernando Rodríguez Lafuente 1990
- Carlos Alberdi 1991-1992
- Fernando Villalonga 1993-1995
- Rodrigo Aguirre de Cárcer  1995-1998
- José “Tono” Martínez 1998-2001
- Pedro A. Vives
- Lidia Blanco 2004-2008
- Ricardo Ramón Jarne 2009-2013
- Jesús Oyamburu 2014-2015
- Juan Duarte Cuadrado 2015-
- Pilar Ruiz Carnicero -2020
- Mª del Carmen Morazo Pérez 2020-2025
- Paula Palicio Noriega 2025-

## Hitos culturales en la historia del Centro

### Publicaciones destacadas
- Revista Barbaria: se editaron 57 números desde 1998 a 2004.
- Revista Gazpacho: se editaron 9 números desde 2010 a 2011.